# 1541
1541 (MDXLI) a fost un an comun al calendarului iulian, care a început într-o zi de sâmbătă.

## Evenimente
- Instaurarea suveranității otomane în Transilvania și, drept consecință, constituirea Principatului autonom al Transilvaniei.

## Nașteri
- El Greco (n. Domênikos Theotokópoulos), pictor de origine greacă (d. 1614)

## Decese
- 18 octombrie: Margareta Tudor, 51 ani, soția regelui Iacob al IV-lea al Scoției (n. 1489)